# John Harris (Mathematiker)
John Harris (* 1666 in Shropshire; † 7. September 1719 in Norton Court) war ein Geistlicher und Mathematiker sowie ab 1709 Sekretär der Royal Society in London.

## Leben und Wirken
John Harris veröffentlichte 1704 in London das Lexicon technicum (Lexicon technicum, or an Universal English dictionary of arts and sciences), die erste alphabetisch angeordnete englische Enzyklopädie. Das Lexicon technicum war auch ein Vorbild für Ephraim Chambers’ Cyclopaedia und wird von Denis Diderot als eine der Quellen für die Encyclopédie gewürdigt.